# Açude Engenheiro Arcoverde
O Açude Engenheiro Arcoverde ou Açude Público Engenheiro Arcoverde, também conhecido como Açude de Condado é um açude (lago artificial) localizado no município de Condado, estado da Paraíba, foi construído pelo DNOCS (Departamento Nacional de Obras Contra as Secas) entre os anos de 1932 e 1936, a administração de seus recursos está sob responsabilidade da Agência Nacional de Águas (ANA).

## História

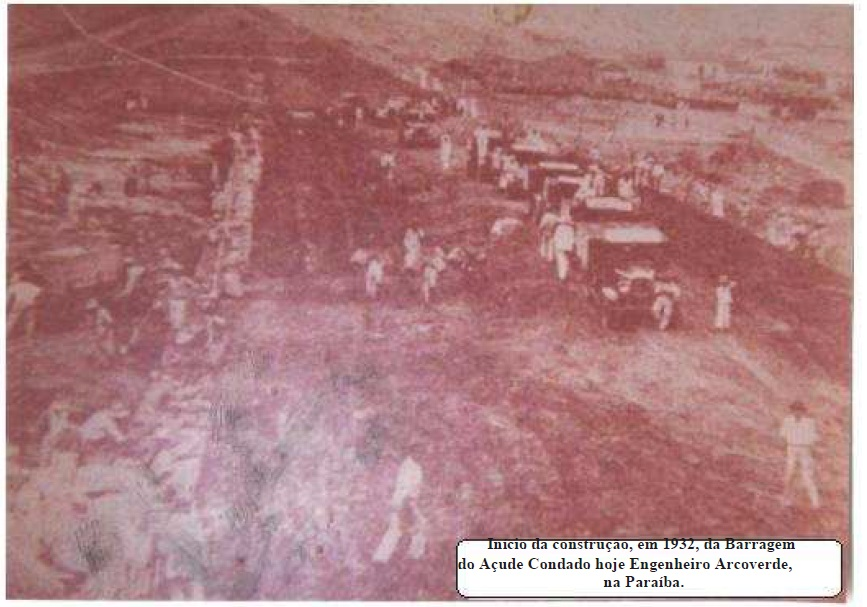
Construção do açude no ano de 1932.

O açude começou a ser construído no ano de 1932, suas obras demoraram 5 anos, tendo sido concluídas em 1936. Coube ao Departamento Nacional de Obras Contra as Secas a sua construção.
A finalidade inicial era de "dotar o semiárido nordestino de uma estrutura hidráulica para combater os efeitos das secas periódicas e das irregularidades das chuvas, visando atender a demanda das cidades de Condado e Malta e posteriormente ao perímetro de irrigação ali implantado." (CURI, ?)
A Companhia de Água e Esgotos do Estado da Paraíba (CAGEPA), atualmente é a responsável pela manutenção do açude.

## Características
A região onde está localizada o Açude Engenheiro Arcoverde integra a Bacia do Médio Piranhas, dentro da região denominada polígono das secas.
A bacia hidrográfica de drenagem (BHD), ou seja, a área banhada pelas águas que correm para o açude Engenheiro Arcoverde possui uma área de 124 Km² e drena riachos de regime intermitente, que secam em ao menos uma parte do ano, a área média do espelho d'água é de 4,41 KM².
A barragem do açude é cortada pela BR-230, onde de um lado se encontra a Rua das Residências e do outro o centro de Condado.
O reservatório atende ao consumo urbano das cidades de Condado e Malta, com 36.000 m³/mês, sendo um total de 18.000 m³ para cada cidade, totalizando uma vazão de 427.030 m³/ano. Além disso as águas do açude servem de base para a irrigação do Perímetro Irrigado Federal Engenheiro Arcoverde que tem uma área de 240 hectares de cultura irrigada.

## Evolução do volume armazenado
| Fonte: aesa.pb.gov.br |